# Sredozemna flora
Sredozemna odnosno mediteranska flora, flora koja je svojstvena priobalju i otocima na Sredozemlju. Najvećma biljke iz ove zajednice su vazdazelene, zbog čega su ovi predjeli Sredozemnog mora slikoviti tijekom cijele godine. Biljke su otporne jer su se razvile u podneblju čije je svojstvo duge ljetne žege, oskudica vlage i izvora vode, a zime blage i vlažne. Tlo je često ograničene plodnosti, rijetko, škrto na krškoj podlozi. Pored svoje uloge koja je kod svih biljaka u svim biocenozama, poput fotosintetske i prehrambene te čuvara tla od erozije, zatim i njene uloge u industriji mirisa i farmaceutskoj industriji, ima još uloga. Vrlo su podatne s pejzažnooblikovnog stajališta. Naime, kod sredozemne klime nije lako odabrati pogodne vrste za uređenje okoliša, koje ide u paru s turizmom. Pak, kod otpornosti mediteranskih trajnica na uvjete klime i tla, zahtijevaju manje rada i troška oko održavanja. Stoga primijeni li se autohtone sredozemne vrste, mnogi se problemi uređenja okoliša rješavaju, zato što su prilagođene staništu što troškove njihovog održavanja čini nižima, a znatno doprinose očuvanju biološke i krajobrazne raznolikosti. Neke biljne vrste s Jadrana podatne su i za uređivanja interijera. Zbog svoje slikovite ljepote važno je kao dekorativna sastavnica, jer se prostire po turistički najperspektivnijim područjima. Zato ju je važno i hortikulturno i krajobrazno sagledati, očuvati, jer ju ugrožava bezobzirna betonizacija obale i prateća zagađenja iz kućanstava. Osim okolice naselja, pruža velike mogućnosti korištenja za podizanje i uređenje novih zelenih prostora u gradovima, turističkim zonama i oko turističkih objekata odnosno eksterijera. Osim sloja drveća i grmlja, tu ulogu ima i kao zeleni pokrov tla, umjesto travnjaka.